# Morab
Morab nebo také morabský kůň je mladé plemeno vzniklé křížením morgana a arabského koně (jak je zřejmé z jeho názvu), i když nelze vyloučit, že se na začátku uplatnil i vliv amerického plemene quarter Horse.

## Historie
Plemeno se vyvinulo v 19. století, ale mezinárodní registr plemene morab (IMR) byl vytvořen až roku 1992.
Jedním ze zakládajících hřebců byl kůň jménem Golddust, narozený roku 1855, který byl potomkem morganského hřebce Vermonta a arabské klisny, která byla dcerou hřebce Zilcaddie. Golddust se proslavil jako mimochodník i jako klusák. Byl také neporazitelný na přehlídkách a na dostihové dráze a roku 1861 zvítězil nad Iron Dukem a získal vysokou finanční odměnu ve výši 10 000 dolarů. Golddust byl zabit během občanské války, ale ještě předtím zplodil 302 hříbat, z toho se 44 hříbat stalo významnými klusáky. Dnes lze zhruba u 100 koní vysledovat rodokmen až ke Golddustovi.
Další významná událost se stala ve dvacátých letech 20. století, kdy Wiliam Randolph Hearst plemeno pojmenoval. On sám měl dobré stádo arabských koní, kde byli i hřebci jménem Ghazi, Gulastra, Joon, Ksar, Sabab a Rahas. Tyto hřebce používal hlavně pro zapouštění klisem morgana. Koupil také morganského hřebce Moncrest Sellmana, kterého používal pro připouštění s morganskými i arabskými klisnami.
Další významný plemenářský program uskutečnili bratři Swensonovi ne svém ranči v Texasu ve dvacátých až čtyřicátých letech 20. století. Jejich morabové byli ceněni pro oddělování dobytčat od stáda. Mezi ně patřil i valach Rey Boy narozený v roce 1943.

## Povaha, vzhled a stavba těla
Jsou to dobří jezdečtí koně s velmi dobrou povahou a klidným temperamentem. Mají jemné hlavy s rovným nebo štičím profilem (jako třeba arabský kůň). Mají správně dlouhý svalnatý krk a dobře skloněné lopatky. Jsou hlubocí v hrudníku a mají krátký kompaktní hřbet a svalnatá bedra. Ocas je nesen a nasazen poměrně vysoko a končetiny jsou silné, pevné a zdravé. Koně mohou mít kteroukoliv barvu srsti, ale nesmějí mít skvrny. Jejich kohoutková výška je zhruba 142-155cm.